# لاري سميث (ملحن)
لاري سميث (بالإنجليزية: Larry Smith)‏ هو ملحن ومنتج أسطوانات أمريكي، ولد في 11 يونيو 1951 في هوليس ‏ في الولايات المتحدة، وتوفي في 18 ديسمبر 2014 في فلاشينغ ‏ في الولايات المتحدة.

## وصلات خارجية
- لورانس سميث على موقع ميوزك برينز (الإنجليزية)
- لورانس سميث على موقع أول ميوزيك (الإنجليزية)
- لورانس سميث على موقع أول ميوزيك (الإنجليزية)
- لورانس سميث على موقع ديسكوغز (الإنجليزية)